# 主题世界
《主题世界》是中国漫画家极乐鸟画的漫画，主人公少年阿奇有怪力但脑袋单边，看到报纸上“公主与大魔王结婚了”的消息，就说“我要杀魔王救公主！”。